# Крупский (Минская область)
Кру́пский (бел. Крупскі) — посёлок в Крупском районе Минской области Республики Беларусь. С 8 сентября 2017 года в составе Крупского сельсовета. Располагается в 5 километрах к югу от Крупок и 113 километрах от Минска. В посёлке расположена железнодорожная станция Крупки на линии Минск — Орша.

## История
Известен с конца XIX века, возник в связи со строительством железной дороги. В 1885 году находился в составе Бобруйской волости Сенненского уезда Могилёвской губернии, действовала железнодорожная станция Крупки, насчитывалось 9 дворов, проживали 90 жителей. Рядом существовал хутор, в котором находился 1 двор во владении К. Святского, проживали 7 жителей, действовала корчма. В 1906 году при железнодорожной станции Крупка насчитывались 55 дворов, 322 жителя. В 1917 году существовал как посёлок при железнодорожной станции, насчитывалось 35 дворов, проживали 344 жителя.
С 1918 года в составе Крупского сельсовета Крупского района Борисовского, с 18 июня 1927 года — Оршанского округа. С 20 февраля 1938 года в составе Минской области, действовала средняя школа. В 1941 году в посёлке насчитывалось 140 дворов, проживали 684 жителя.
Во время Великой Отечественной войны с 1 июля 1941 по 28 июня 1944 года посёлок был оккупирован немецко-фашистскими захватчиками, которые убили 54 мирных жителя и работников станции. В посёлке размещался немецкий гарнизон, действовала группа патриотического подполья. Посёлок был частично сожжён, на фронтах войны и партизанской борьбе погибли 96 жителей. После войны посёлок восстановлен.
В 1969 году посёлок при железнодорожной станции Крупки переименован в посёлок Крупский. В 1998 году насчитывалось 1058 жителей, действуют детский сад, средняя школа, отделение связи, Дом культуры, библиотека, фельдшерско-акушерский пункт, кафе, 4 продовольственных магазина.

## Население
| Численность населения (по годам) | Численность населения (по годам) | Численность населения (по годам) | Численность населения (по годам) | Численность населения (по годам) | Численность населения (по годам) | Численность населения (по годам) | Численность населения (по годам) |
| 1885                             | 1906                             | 1917                             | 1941                             | 1998                             | 1999                             | 2010                             | 2019                             |
| -------------------------------- | -------------------------------- | -------------------------------- | -------------------------------- | -------------------------------- | -------------------------------- | -------------------------------- | -------------------------------- |
| 90                               | ↗322                             | ↗344                             | ↗684                             | ↗1058                            | ↗1230                            | ↘1152                            | ↘964                             |

## Культура
- Дом культуры
- Музей ГУО "Средняя школа имени В. О. Криштопенко п. Крупский"

## Достопримечательность

#### Памятник, скульптура
- Мемориальная доска на здании школы в честь В. О. Криштопенко. Надпись гласит: "В этой школе в 1976-1986 гг. учился воин-интернационалист, младший сержант Криштопенко Владимир Олегович. 05.06.1969 - 08.01.1988 награждён орденом Красной Звезды посмертно"